# اواندیل، تاسمانیا
اواندیل (به انگلیسی: Evandale) یک شهرک در استرالیا است که در تاسمانی واقع شده‌است.